# Eye of the Beholder (videojuego)
Eye of the Beholder es un videojuego de rol para PC y consolas desarrollado por Westwood Studio. Fue lanzado por Strategic Simulations, Inc. en 1991 para el sistema operativo MS-DOS y luego portado a Amiga, el Sega CD, y el SNES. La versión de Sega CD incluye una banda sonora exclusiva compuesta por Yuzo Koshiro. Una versión completa para el Atari Lynx portátil fue desarrollada por NuFX en 1993, pero nunca fue lanzada oficialmente.
El juego tuvo dos secuelas, Eye of the Beholder II: The Legend of Darkmoon, lanzado en 1991, y Eye of the Beholder III: Assault on Myth Drannor, lanzado en 1993. No obstante, la tercera entrega no fue desarrollada por Westwood, la cual se había separado de SSI sobre diferencias artísticas y creó la serie Lands of Lore.

## Trama
Los señores de la ciudad de Waterdeep contratan a un equipo de aventureros para investigar un mal que venía de debajo de la ciudad. Los aventureros entran a las cloacas de la ciudad, pero la entrada es bloqueada por un colapso causado por Xanathar, el epónimo beholder (el ojo flotante o contemplador en el mundo de Dungeons & Dragons). El equipo desciende aún más bajo la ciudad, pasando por clanes de enanos y drows, hasta el escondite de Xanathar, en donde la confrontación final tiene lugar.
Una vez que el epónimo beholder es matado, el jugador se encontraba con una pequeña ventana azul que describía que el beholder había muerto y que los aventureros regresaban a la superficie en donde eran tratados como héroes. No se menciona nada más en el final y no hay gráficos que acompañen a la ventana azul. Esto fue cambiado en la versión de amiga, la cual incluía un final animado.

## Juego
Eye of the Beholder es jugado en perspectiva de primera persona en una mazmorra tridimensional, similar a la de Dungeon Master. En un principio, el jugador controla a cuatro personajes utilizando una interface de seleccionar y pinchar para luchar contra los monstruos. El grupo puede ser incrementado hasta un máximo de seis personajes resucitando a los huesos de PNJs muertos o encontrando a PNJs que residen a lo largo de las mazmorras.
La posibilidad de incrementar el tamaño del equipo del jugador reclutando PNJs fue una tradición en todos los juegos de la serie de Eye of the Beholder. También era posible importar un equipo desde Eye of the Beholder a The Legend of Darkmoon o de The Legend of Darkmoon a Assault on Myth Drannor; de esta manera, un jugador podía jugar los tres juegos con el mismo equipo.

## Secuelas y spinoffs

### Eye of the Beholder II: The Legend of Darkmoon
Eye of the Beholder II: The Legend of Darkmoon utilizó una versión modificada del motor del primer juego, añadió áreas abiertas e incrementó en gran medida la interacción que el jugador tenía con el medioambiente, además de añadir una cantidad importante de elementos de 'rol' al juego

#### Trama
Luego de las aventuras del primer juego, los héroes se dirigen a una posada local para descansar y gozar de su nueva fama, pero les pasan una nota de Khelben "Blackstaff" Arunsun (Archimago de Waterdeep) que dice que envió a un centinela (Amber, una elfa maga/ladrona de alineación neutral buena) para investigar los reportes de un mal que se estaba gestando en un templo conocido como Darkmoon pero que aún no había regresado. Khelben luego teletransporta a los héroes al templo para encontrar a Amber y continuar la investigación, pero pronto se dan cuenta de que no todo es lo que aparenta.
El juego se mantiene dentro de los confines del templo, pero los jugadores deben explorar las vastas catacumbas que hay debajo de él, los niveles superiores del templo y las tres torres: azul, plata y finalmente roja, en donde deben pelear contra el malvado Dran Draggore. Al igual que el primer juego de la serie, este también fue lanzado para la plataforma Amiga.

### Eye of the Beholder III: Assault on Myth Drannor
Eye of the Beholder III: Assault on Myth Drannor no fue desarrollado por Westwood Studios, el desarrollador de Eye of the Beholder y The Legend of Darkmoon, sino que fue desarrollado internamente por el distribuidor SSI. Pese a utilizar una versión mejorada del motor gráfico, PNJ interesantes y únicos, y adiciones positivas al juego como un botón para dar la orden de ataque a todos los personajes y la posibilidad de utilizar armas de mástil desde el segundo rango, el título no fue bien recibido.
Trama: Luego de derrotar a Dran, los héroes le cuentan a los clientes de una taberna local sobre su victoria sobre Dran Draggore y como ésta salvó al pueblo. Después de eso, un misterioso hombre entra a la taberna y le pide a los héroes que salven la ciudad destruida de Myth Drannor, la cual está siendo gobernada por el Liche Acwellan. El hombre luego les dice a los héroes que deben salvar Myth Drannor obteniendo un antiguo artefacto el liche conocido como el Códex. Luego de que los héroes ingenuamente aceptan la misión, el misterioso hombre los teletransporta justo a las afueras de Myth Drannor.
Las áreas explorables incluyen el bosque en los alrededores de la ciudad, el mausoleo y finalmente las ruinas de la ciudad que incluyen un templo y un gremio de magos.

### Colecciones
Eye of the Beholder Trilogy (1995, SSI) fue un lanzamiento que incluía a los tres juegos para MS-DOS en CD-ROM. También aparecieron (al igual que varios otros juegos de DOS de AD&D')en Gamefest: Forgotten Realms Classics (2001, Interplay).

### Versión para GameBoy Advance
Un videojuego titulado Dungeons & Dragons: Eye of the Beholder fue lanzado para el Game Boy Advance que utiliza una "versión simplificada de las reglas de la 3.ª edición de D&D" con "solo cuatro clases de personajes básicas". No es una adaptación del juego original, aunque sí tiene básicamente la misma trama. Se parece mucho más a los videojuegos originales de Gold Box, como ser Pool of Radiance.
Según GameSpy, este juego "solo logró ser una curiosidad para jugadores mayores y un acobardador RPG estilo occidental para una nueva generación de fans de Nintendo que no tienen idea lo que un juego de Gold Box game es".

## Mods
Existen varios módulos para Neverwinter Nights que han sido creados por fanes de la serie como tributos idénticos al videojuego original de Eye of the Beholder.

## Recepción
El primer juego de Eye of the Beholder fue analizado en 1991 en Dragon #171 por Hartley, Patricia, y Kirk Lesser en la columna "El Rol de las Computadoras". Los periodistas le dieron al juego 5 de 5 estrellas. Dennis Owens de Computer Gaming World lo llamó "un sorprendente, gráficamente brillante y desesperadamente engañoso" CRPG en 3D. La revista dijo que los gráficos de VGA y el audio de tarjeta de sonido finalmente le dieron a los usuarios de IBM PC un juego como Dungeon Master. Scorpia, otro analista de la revista, fue menos positiva. Aunque también alabó los gráficos y el audio, indicando que "realmente te daban la impresión de estar en una mazmorra de verdad", criticó la incómoda interfaz de magia y el "escandoloso" final. Otras áreas que necesitaban ser pulidas, según la autora, incluían el combate, la historia y la interacción de PNJs; no obstante, tenía esperanzas de que con estos arreglos "la serie de la Leyenda se convertiría en uno de los líderes en el campo de los CRPGs".
The Lessers también escribió una reseña de Eye of the Beholder II: The Legend of Darkmoon en 1992 in Dragon #179, dándole al juego 5 estrellas de cinco posibles. Scorpia de Computer Gaming World volvió a criticar la interfaz de la secuela, resaltando que los monstruos atacaban en tiempo real mientras el jugador debía buscar en su libro de magias, pero indicó que el juego tenía un final elaborado. Concluyó diciendo que era "un videojuego más sustancial" que su predecesor, con "más cosas que hacer, una mayor variedad de monstruos contra los cuales luchar y un área más grande que explorar".
Según GameSpy, pese a los problemas del primer Eye of the Beholder, la mayoría de los jugadores lo encontraron satisfactorio. GameSpy también comentó que Eye of the Beholder II "traía consigo un final completamente diferente, algo que se necesitaba desesperadamente, considerando el principal problema del juego -- el increíble nivel de dificultad". GameSpy también comentó que "Eye of the Beholder III era un ejemplo clásico de una compañía que sacaba una secuela de un buen juego apresuradamente y simplemente no le daba el cariño y cuidado que realmente se merecía".